# Acker-Schmalwand
Die Acker-Schmalwand (Arabidopsis thaliana), auch Schotenkresse oder Gänserauke genannt, ist eine Pflanzenart der Gattung Schaumkressen (Arabidopsis) in der Familie der Kreuzblütler (Brassicaceae). Sie ist in Eurasien relativ weit verbreitet und gilt in der Landwirtschaft als Unkraut.

## Beschreibung

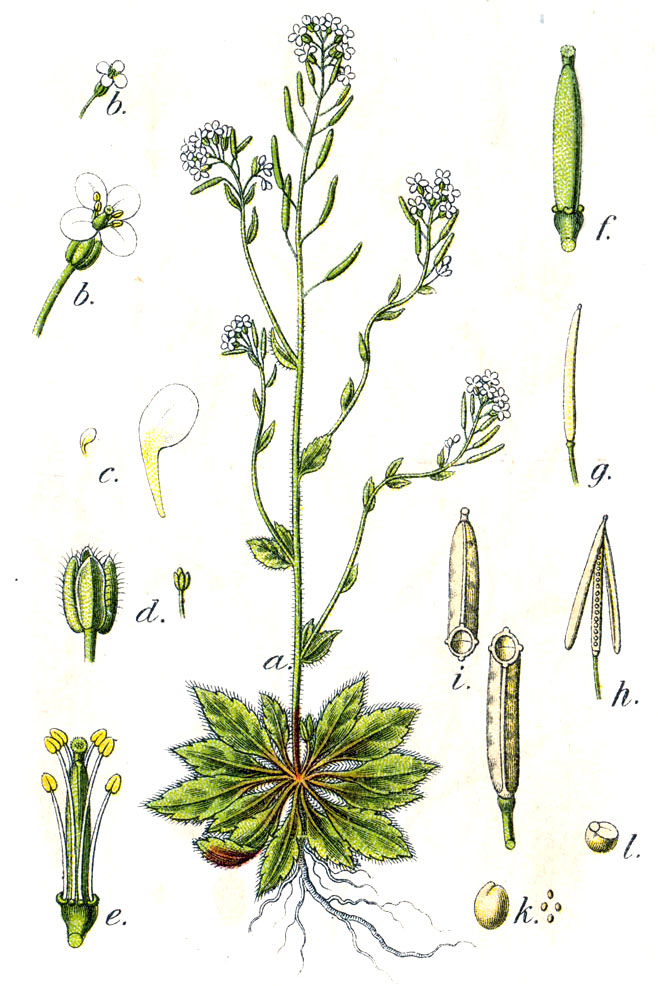
Illustration

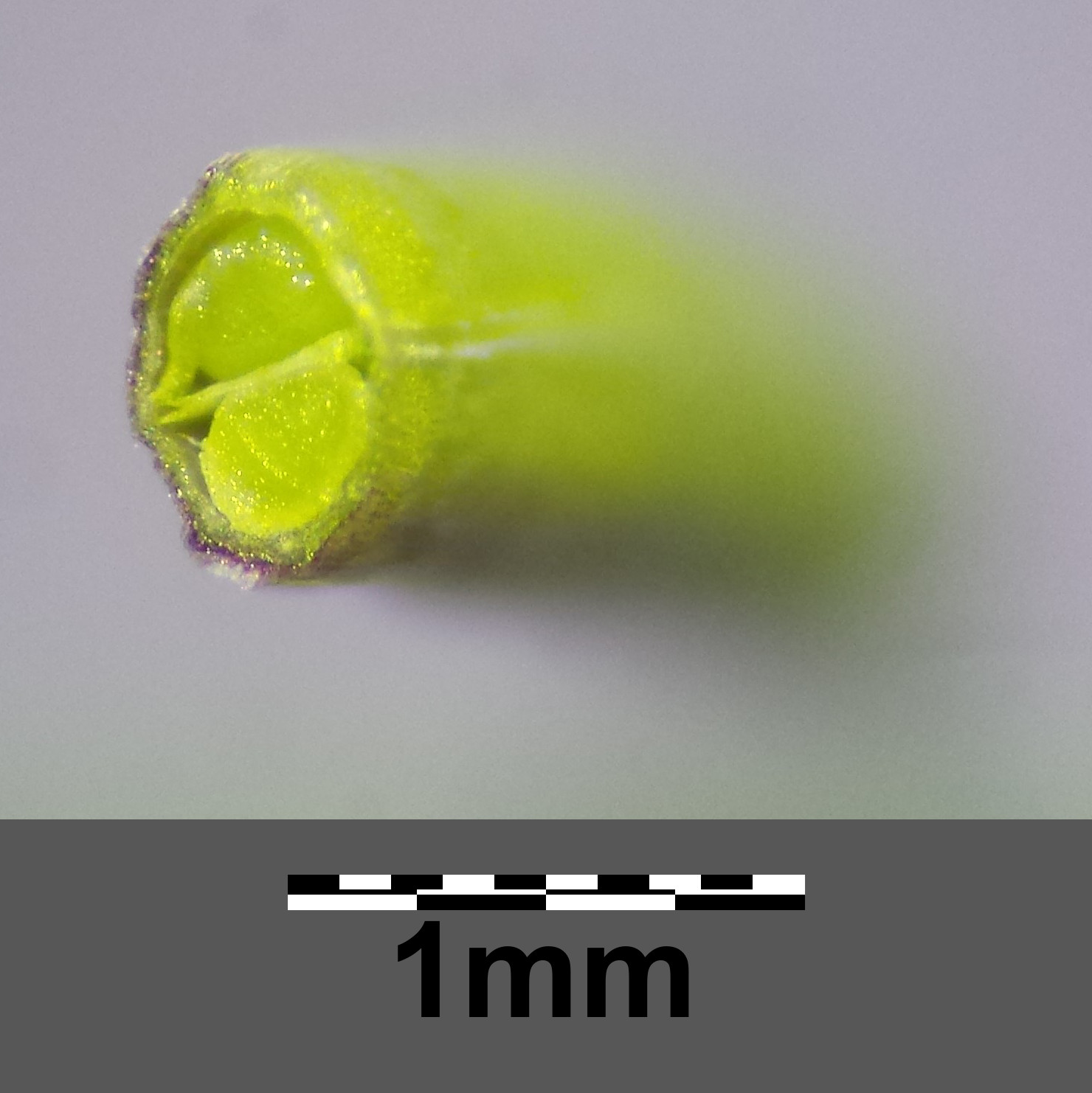
Die Frucht ist quer zur Scheidewand abgeflacht, wovon sich der deutsche Gattungsname ableitet.

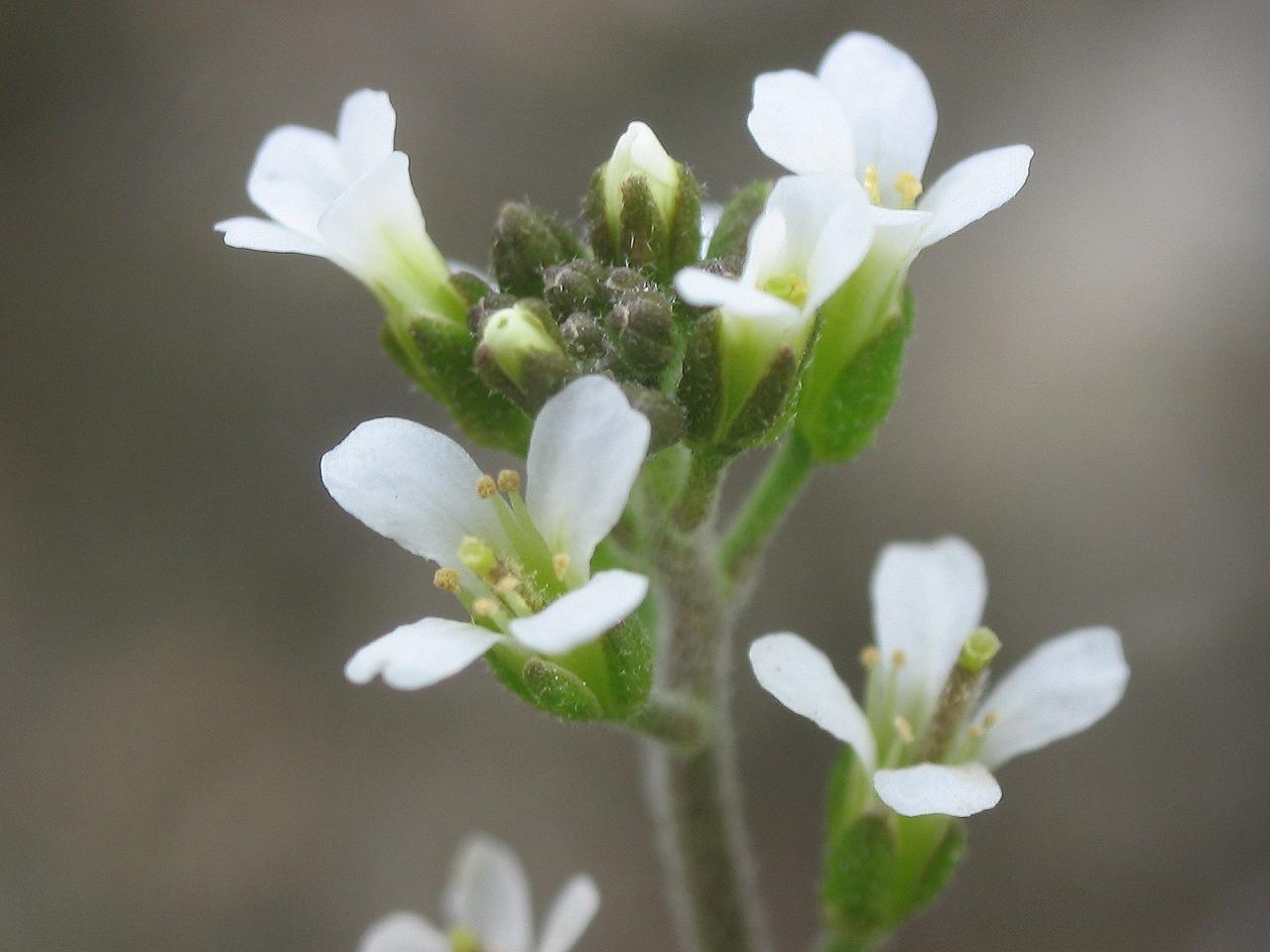
Oberster Bereich eines noch schirmtraubigen Blütenstandes mit den vierzähligen Blüten

### Vegetative Merkmale
Die Acker-Schmalwand ist eine unscheinbare, niedrige, einjährige oder zweijährige krautige Pflanze, die Wuchshöhen von bis 60 Zentimetern erreicht. Die Wurzel ist hell gelblich, spindelförmig und reich verästelt. Die Stängel sind aufrecht, einfach oder verzweigt und im unteren Teil von waagrecht abstehenden Haaren rau, und oberwärts kahl.
Die Stängel sind spärlich beblättert. Die rosettig angeordneten Grundblätter sind länglich bis spatelförmig mit stumpfem oberem Ende. Sie sind ziemlich rasch in den Blattstiel verschmälert. Die Grundblätter sind meist gezähnt, die Stängelblätter dagegen meist ganzrandig. Die Grundblätter sind auf der Fläche mehr oder weniger reichlich mit gabeligen Haaren besetzt, gegen den Blattgrund sind und am Blattstiel sind es meist einfache Wimperhaare. Die Stängelblätter sind sitzend, lanzettlich bis fast linealisch mit spitzem oberem Ende, fast kahl oder auf der Unterseite mit gegabelten Haaren und am Rand mit vereinzelten Sternhaaren besetzt.

### Generative Merkmale
Die Blüten sind einem trugdoldigen, später dicht traubigen Blütenstand angeordnet. Die abstehenden Blütenstiele sind 2 bis 5 Millimeter lang.
Die zwittrige Blüte ist 2 bis 4 Millimeter groß. Die vier Kelchblätter sind aufrecht, länglich, 1,5 bis 1,8 Millimeter lang und gegen das obere Ende weiß hautrandig. Die vier weißen Kronblätter sind bei einer Länge von 2 bis 4 Millimetern schmal-keilförmig mit gerundetem oberen Ende. Die längeren Staubblätter weisen fast die Länge der Kronblätter auf.
Die aufrechten oder abstehenden Fruchtstiele sind dünn und 5 bis 11 Millimeter lang. Die Schotenfrüchte sind 10 bis 20 Millimeter lang. Der sehr kurze Griffel endet in einer breiten und kurzen zweilappigen Narbe. Die Samen sind etwa 0,5 Millimeter lang und braun.
Die Chromosomenzahl beträgt 2n = 10.

Verbreitungskarte (grün ist ursprüngliches Verbreitungsgebiet, blau ist Gebiet neophytischer Verbreitung)

## Vorkommen
Die Acker-Schmalwand ist natürlich in den gemäßigten Klimazonen der Nordhalbkugel der Alten Welt weit verbreitet. Das natürliche Gesamtverbreitungsgebiet reicht von Nordafrika zum Indischen Subkontinent und von ganz Europa über Sibirien bis ins östliche Asien. Es gibt Fundortangaben für Algerien, Libyen, Marokko, Tunesien, Libanon, Syrien, Iran, Zypern, Türkei, Russland, Kasachstan, Tadschikistan, Usbekistan, Armenien, Aserbaidschan, Georgien, Afghanistan, Indischer Subkontinent, Nepal, China, Japan, Korea, Irland, Vereinigtes Königreich, Dänemark, Schweden, Norwegen, südliches Finnland, Belgien, Niederlande, Deutschland, Österreich, Schweiz, Italien, die ehemalige Tschechoslowakei, Ungarn, Polen, Belarus, die Baltischen Staaten, Republik Moldau, die Ukraine, Albanien, Bulgarien, ehemaliges Jugoslawien, Rumänien, Griechenland, Frankreich, Portugal und Spanien. In vielen Teilen der Welt mit gemäßigtem Klima ist die Acker-Schmalwand ein Neophyt.
Die Acker-Schmalwand wächst typischerweise in der Ackerbegleitflur, gerne auf offenen sandigen Böden oder in lockeren Magerrasen. Sie ist in Mitteleuropa ein sogenannter Apophyt, da die ursprünglich auf trockenen Waldgrenzstandorten heimische Art auf anthropogene Standorte wechselte, als in Mitteleuropa vor etwa 7000 Jahren Wälder durch Menschen gerodet wurden, um Platz für Äcker zu schaffen. Diese Standorte waren offen und wurden regelmäßig gestört, womit sie der Acker-Schmalwand optimale Lebensbedingungen boten. Die Acker-Schmalwand ist eine Charakterart der Ordnung Sedo-Scleranthetalia, kommt aber auch in Gesellschaften des Verbands Aperion oder des Unterverbands Digitario-Setarienion vor. Die Art kommt bei Pontresina in Höhe von 1920 Meter und im Kanton Wallis bei 2000 Meter Meereshöhe vor.
Die ökologischen Zeigerwerte nach Landolt et al. 2010 sind in der Schweiz: Feuchtezahl F = 2 (mäßig trocken), Lichtzahl L = 4 (hell), Reaktionszahl R = 3 (schwach sauer bis neutral), Temperaturzahl T = 3+ (unter-montan und ober-kollin), Nährstoffzahl N = 3 (mäßig nährstoffarm bis mäßig nährstoffreich), Kontinentalitätszahl K = 4 (subkontinental).

## Ökologie
Die Acker-Schmalwand ist einjährig, winterannuell (bis zweijährig). Sie wurzelt bis zu 40 Zentimeter tief. Die Blüten sind kleine „Nektar führende Trichterblumen“. Wegen ihrer Unscheinbarkeit ist der Insektenbesuch nur spärlich, stattdessen erfolgt zu 99 Prozent Selbstbestäubung. Trotzdem ist auch die Fremdbestäubung durch solitäre Bienen, Zweiflügler und Blasenfüße bedeutungsvoll. Die Blütezeit reicht von April bis Mai, kann aber als typisches Ackerwildkraut auch noch später blühen.
Die Schoten sind nach der Blüte verlängert und enthalten 20 bis 30 langlebige Samen als Lichtkeimer. Da die Samenschale bei Nässe kurze Klebfäden produziert, ist eine Klebausbreitung der Samen möglich sowie eine unabsichtliche Ausbreitung durch den Menschen mit Erde. Die Schoten selbst sind Windstreuer. Die Fruchtreife beginnt ab Juni.

## Systematik und Forschungsgeschichte
Im 16. Jahrhundert wurde die Acker-Schmalwand von Johannes Thal, dessen Namen sie im Artepitheton trägt, zum ersten Mal beschrieben. Er fand sie im Harz und nannte sie Pilosella siliquosa. Seitdem wurde diese Art mehrfach umbenannt. Mehrere Varietäten wurden beschrieben, aber derzeit wird keiner davon ein taxonomischer Wert zugesprochen.
Das Basionym Arabis thaliana L. wurde von Carl von Linné in Species Plantarum Tomus 2, S. 665 erstveröffentlicht, wobei der Namensbestandteil Arabis die Pflanze den Gänsekressen (Arabis) zuordnete. Gustav Heynhold stellte 1842 die Gattung Arabidopsis mit dieser Art als Typusart unter dem heute gültigen Namen Arabidopsis thaliana auf (Arabidopsis = „an die Arabis erinnernd“).  Weitere Synonyme für Arabidopsis thaliana (L.) Heynh. sind: Arabidopsis thaliana var. apetala O.E.Schulz, Arabidopsis thaliana var. brachycarpa Andr., Arabidopsis thaliana var. genuina Briq., Arabis pubicalyx Miq., Arabis zeyheriana Turcz., Conringia thaliana Rchb., Crucifera thaliana (L.) E.H.L. Krause, Hesperis thaliana (L.) Kuntze, Phryne gesneri Bubani, Sisymbrium bellidifolium Poir., Sisymbrium thalianum (L.) Gaudin, Sisymbrium thalianum (L.) J.Gay & Monnard, Stenophragma thalianum (L.) Čelak.

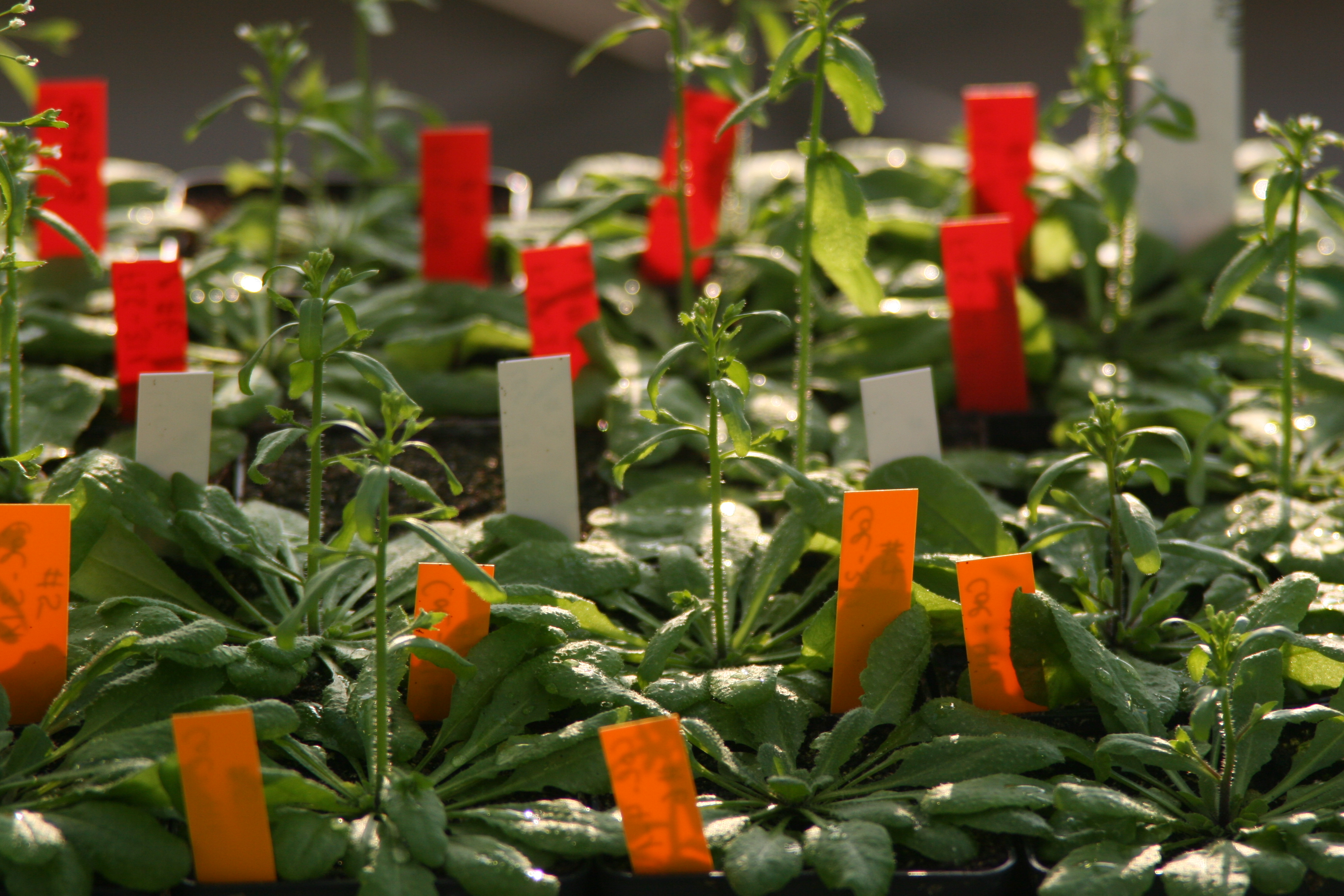
Modellorganismus: Acker-Schmalwand (Arabidopsis thaliana) Versuchspflanzen im Gewächshaus.

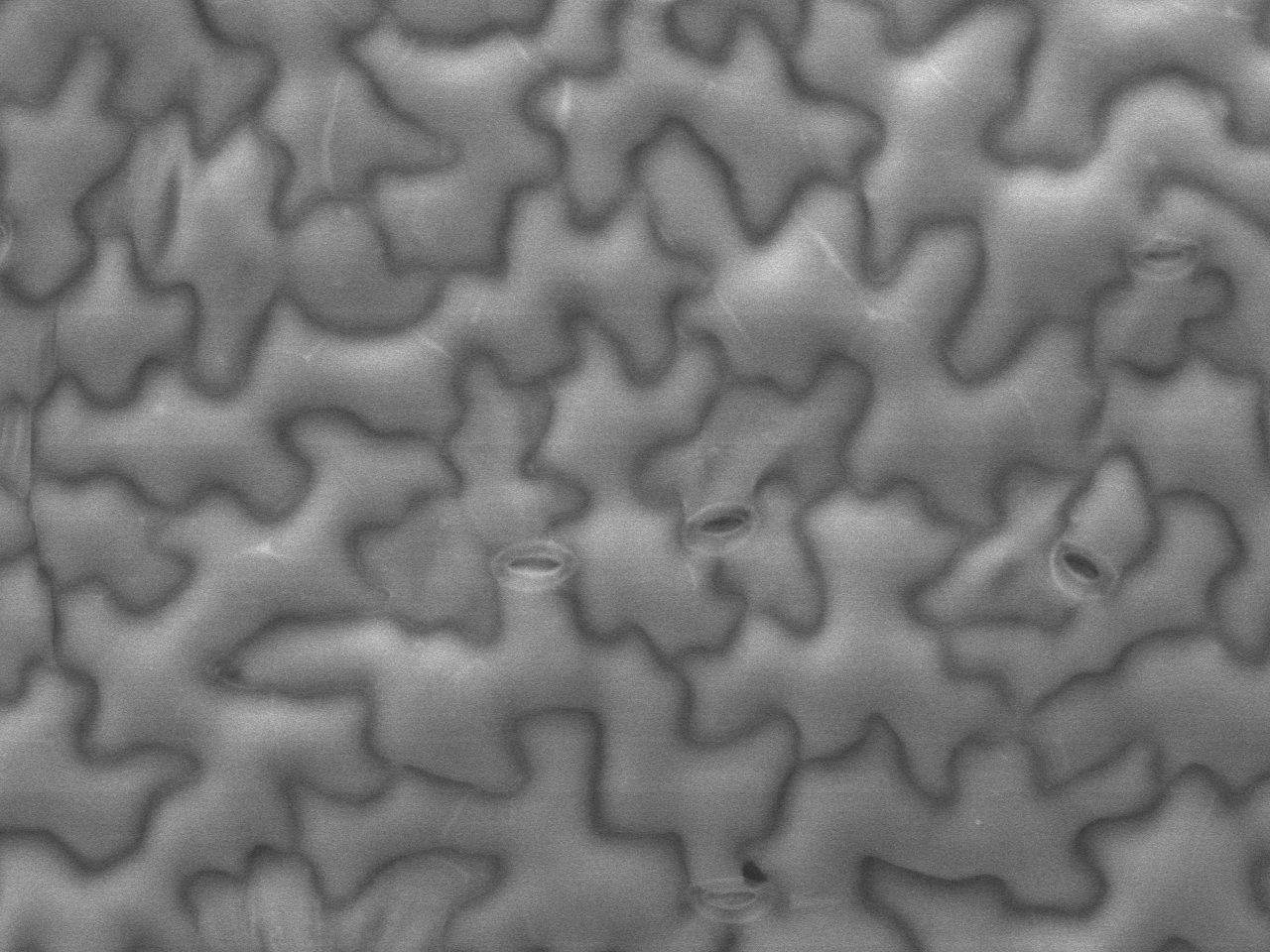
Elektronenmikroskopische Aufnahme der Epidermis mit Stomata

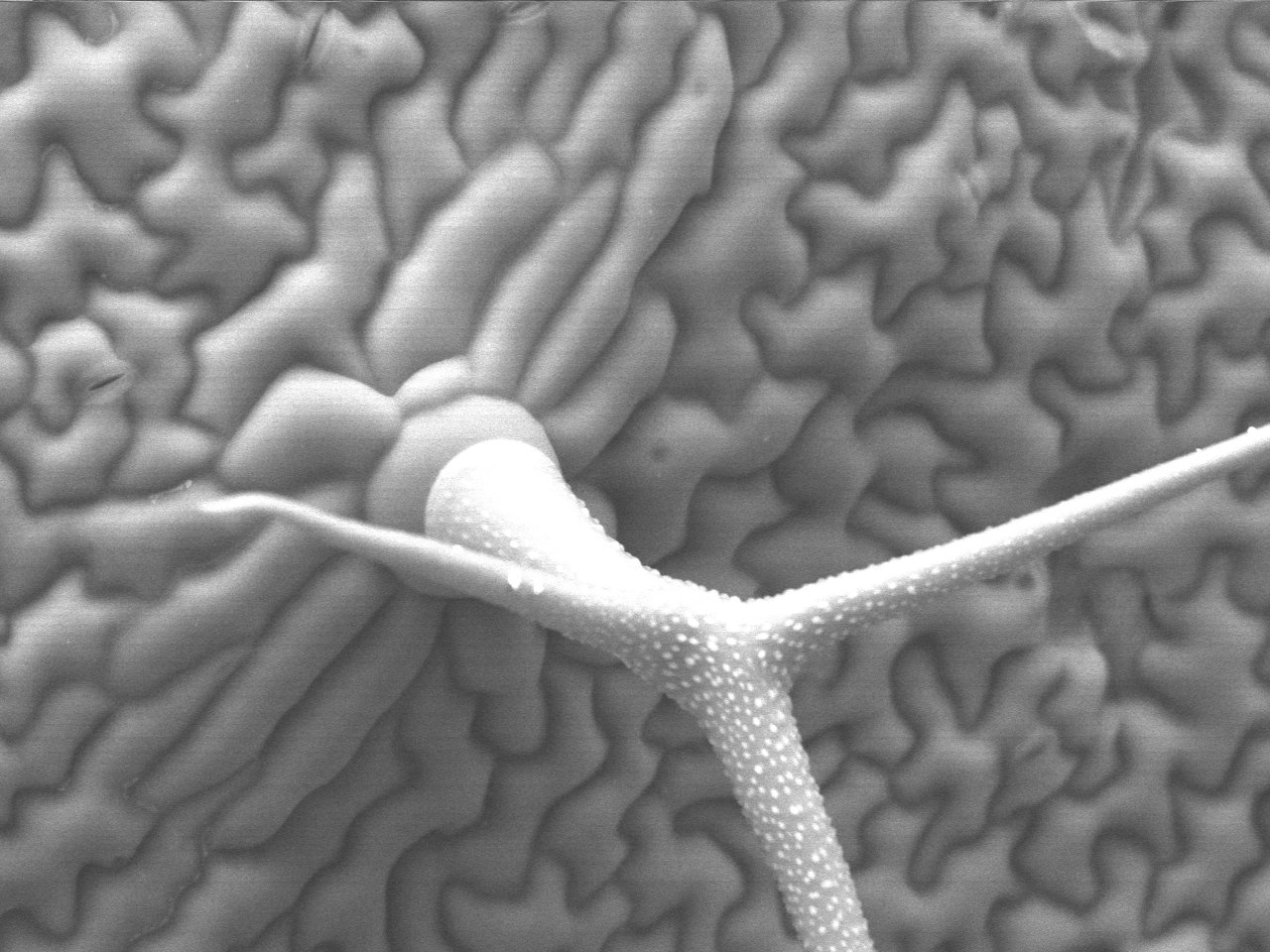
Elektronenmikroskopische Aufnahme der Epidermis mit Trichom

## Als Modellorganismus in der Biologie
Die Acker-Schmalwand wurde bereits in den 1940er Jahren als Modellorganismus in der Genetik etabliert („die Fruchtfliege der Botanik“). 1943 wurde von Friedrich Laibach die Möglichkeit beschrieben, Arabidopsis als Modellpflanze einzusetzen. Die vollständige Sequenzierung wurde im Jahr 2000 abgeschlossen. Die Vorteile, die die Pflanze als Modellorganismus bietet, sind beispielsweise:
- Sie hat ein relativ kleines, diploides Genom von 135 Mbp.[10] Das Genom besteht vorwiegend aus codierenden DNA-Sequenzen.
- Sie hat nur fünf Chromosomenpaare (2n = 10), von denen bereits detaillierte Karten erstellt werden konnten.
- Sie hat einen kurzen Generationszyklus von nur acht Wochen (von der Keimung des Samens bis zu seiner Reife).
- Sie lässt sich auf relativ kleinem Raum einfach kultivieren.
- Die Fähigkeit zur Selbstung vereinfacht die Erzeugung von homozygoten Pflanzen.
- Es sind bereits viele Mutanten bekannt, die in den Stock-Centern bestellt werden können. Deren Langzeitaufbewahrung als Samen ist ausgesprochen einfach.
- Es können genetische Manipulationen durchgeführt werden, z. B. Transformation durch Agrobacterium tumefaciens.[11]
- Arabidopsis repräsentiert die Physiologie höherer Pflanzen gut (Beispiel Lichtphysiologie).

Die Acker-Schmalwand dient unter anderem als Gegenstand der Forschung über die circadiane Rhythmik bei Pflanzen.
Am 12. Mai 2022 gab die NASA bekannt, dass Samen von Arabidopsis thaliana erfolgreich in Proben lunaren Regoliths gekeimt und gewachsen waren. Obwohl die Pflanzen erfolgreich gekeimt und zu Sämlingen herangewachsen waren, waren sie nicht so robust wie Exemplare, die als Kontrollgruppe in vulkanischer Asche gewachsen waren. Außerdem zeigten die Experimente auch einige Variationen bei den Pflanzen, die im Regolith gewachsen waren, abhängig von der Entnahmequelle der Proben. A. Thaliana, die in Regolithproben von Apollo 12 und Apollo 17 gezüchtet wurden, waren robuster als diejenigen, die aus Proben von Apollo 11 stammten.